# Paul Laizé
Paul Laizé, né à Fougerolles-du-Plessis le 5 novembre 1905 et mort 10 juillet 1988, est un prêtre catholique français, célèbre pour son engagement humanitaire notamment auprès de l'abbé Pierre.

## Biographie
Paul Laizé est ordonné prêtre diocésain à Laval le 5 avril 1930. Vicaire instituteur à Montsûrs en septembre 1929, il est nommé professeur à l'immaculée Conception de Laval le 2 août 1933.
Durant la Seconde Guerre mondiale, il s'occupe des personnes déplacées puis des réfugiés du Champ de course de Laval, logés dans des baraquements en bois. Au début des années 1950, il entreprend la construction de quatre petits pavillons à l'endroit où sera construite la résidence des personnes âgées de l'Épine.
Le 1er février 1954, alors qu'il construit avec ces quatre pavillons, il entend l'appel de l'abbé Pierre. Il le contacte. Ce sera le début d'une longue collaboration. Le 1er mai 1954, 3 500 personnes viennent écouter l'abbé Pierre à Laval. Le fruit de la quête est de 300 000 francs ce qui permet à l'abbé Laizé de terminer les maisons et de développer de nouvelles actions. Le père Laizé crée d'abord l’association P.A.U.L. « PArticipation à l’Urbanisme Lavallois », puis il fonde, avec l'aide de l'abbé Pierre, l'association « Aide, Accueil, Amitié », dont l'objectif est la lutte contre la misère et la détresse et, enfin, il permet le développement des Chiffonniers d’Emmaüs en Mayenne.
En octobre 1957, il est nommé aumônier des œuvres de charité, puis, en 1958 aumônier de la maison d'arrêt, poste qu'il occupera jusqu'en 1967. En 1965, il est nommé responsable diocésain de la pastorale des gitans et tziganes.
Il fonde une association par le biais de laquelle il est à l'origine de trois centres d'aide par le travail pour handicapés (CAT) : Robida à Port-Brillet en 1969, le centre Ionesco à La Chapelle-Anthenaise en 1972 et le Ponceau à La Selle-Craonnaise en 1973. Il est aussi au point de départ de la maison pour personnes âgées de Port-Brillet fondée en 1971, dont la vocation encore en 2015 suit la ligne tracée par le père Paul Laizé : « une maison de retraite pour tous et non pas une résidence pour retraités aisés et bien portants ».
Il meurt le 10 juillet 1988 et fait don de son corps à la science.

## Hommages
La commune de Laval lui rend hommage en donnant son nom à une voie de la ville : rue de l'abbé Paul-Laizé.
Les Lavallois lui rendent hommage en donnant son nom à la pension de famille en centre-ville, nommée Paul-Laizé.
En 2003, la fédération Paul-Laizé est créée pour regrouper toutes les associations œuvrant « dans l’esprit d’humanisme et de partage voulu par son fondateur »,.
En 2013, à l'occasion des Journées du patrimoine, une plaque en marbre est apposée dans son église pour rappeler le parcours de ce prêtre fougerollais, considéré comme « l'Abbé Pierre Lavallois ».

## Pour approfondir